# Дрофиный заказник
Дрофиный заказник — государственный зоологический заказник регионального значения, особо охраняемая природная территория, образованная с целью сохранения дрофы, занесённой в Красную книгу Волгоградской области, Красная книга МСОП и Красная книга РФ, а также для поддержания и улучшения среды её обитания.

## Описание
Основан 1 августа 2008 года. Место высокой концентрации вида, находящегося на грани глобального исчезновения. Имеет большое значение для сохранения нижневолжской популяции дрофы как основного резерва восстановления этого вида не только на востоке Европейской части России, но и в Центральной и Западной Европе. В настоящее время в регионе насчитывается около 700 особей дрофы, из них более трети встречаются в Старополтавском районе. В перспективе Комитет природных ресурсов и охраны окружающей среды Волгоградской области планирует на базе Дрофиного заказника создать музей «Дрофа — символ русских степей». Необычайная высокая концентрация дрофы на токовищах — до 200 особей.
Минимальная высота — 20,0 м абс., урез реки Солёная Куба. Максимальная высота — 72,0 м абс., вершина увала Низкого Сырта. Типы рельефа: эрозионно-денудационный (80 %), эрозионно-аккумулятивный (20 %). Реликтовый уступ границы позднеплейстоценового Хвалынского моря. Климат засушливый с резко выраженной континентальностью. Почвы каштановые и светло-каштановые, в том числе в комплексе с солонцами сухостепной зоны района отроги Сыртовой равнины. Почвообразующие породы: кора выветривания лёссовидных суглинков, часто засоленных, хвалынских «шоколадных» глин, глин сыртовой свиты.	Коренные породы: лёссовидные суглинки, часто засоленные, хвалынские «шоколадные» глины, глины сыртовой свиты плиоцен-плейстоценового возраста. Протяженность гидрологической сети около 50 км. Густота речной сети не более 0,5 км/км². Всего 2 реки — Соленая Куба и Отрожина. Водоёмы: Большой, Казенный, Первомайский, Гмелинский, Головков. Сухие типчаково-ковыльные, типчаково-белополынные и типчаково-ромашниковые степи. Защитные лесные насаждения. Состав древостоя: дуб черешчатый, вяз приземистый, ясень зелёный, акация жёлтая.
В 2013 году на территории заказника было учтено 287 дроф.

## География
Территория заказника расположена в северо-восточной части Старополтавского района и занимает 50 тыс. гектаров. Южная оконечность отрогов Низкого Сырта в междуречье Торгуна и Соленой Кубы (притоки Еруслана).
Северная граница заказника проходит по административной границе Саратовской и
Волгоградской областей — от моста пересечения р. Соленая Куба до грунтовой дороги
на Верхнюю Водянку.
Восточная граница — по грунтовой дороге на село Верхняя Водянка до поворота на с.
Орлиное.
Южная граница — по грунтовой дороге от поворота на с. Орлиное до пересечения с
железной дорогой Москва — Астрахань, далее вдоль полосы отвода с западной
стороны от железной дороги до с. Гмелинка, затем по дороге с твердым покрытием от
с. Гмелинка до моста через реку Солёная Куба вблизи села Кано.
Западная граница — по левому берегу реки Солёная Куба до пересечения с границей
Волгоградской области.

## Причины создания
Проекты создания зоологического заказника начали возникать после снижения численности дрофы. Причиной стали в основном летние степные пожары, что и предопределило смещение пути полёта птиц в более западные районы субъекта. В Старополтавском районе уменьшение количества пернатых обусловлено мягкими и малоснежными зимами, из-за которых сместились сроки токовищ на более ранний период, который совпадает с началом весенней охоты. Учреждён постановлением Главы Администрации Волгоградской области от 1.08.2008 года "О создании государственного зоологического заказника регионального значения «Дрофиный».

### Угрозы виду
Основные причины сокращения численности:
- Интенсивное хозяйственное использование земель
- распашка степей
- выпас скота
- пастушьи собаки
- разорение гнезд воронами
- интенсивная незаконная охота
- высокий уровень беспокойства людьми
- частые пожары

## Охрана
- Красная книга России
- Степные заповедники в Оренбургской, Саратовской, Ростовской, Волгоградской областях

Юридические (физические) лица, ответственные за обеспечение охраны ООПТ: Управление охотничьего и рыбного хозяйства Администрации Волгоградской области. Два сотрудника организации обеспечивают охрану и контроль за состоянием ООПТ.

### Ограничения хозяйственной деятельности
На территории заказника запрещается:
- промысловая, спортивная и любительская охота;
- изменение установившегося гидрологического режима территории;
- применение ядохимикатови химических средств защиты растений;
- взрывные работы и разработка новых месторождений полезных ископаемых;
- вырубка полезащитных насаждений;
- иные виды хозяйственной деятельности, способные причинить вред дрофе и её местообитаниям.

На территории заказника ограничивается:
- распашка новых участков земель;
- предоставление новых земельных участков под застройку, а также для комплексного садоводства и огородничества;
- строительство зданий и сооружений, дорог и трубопроводов, линий электропередач и прочих коммуникаций;
- устройство различных форм отдыха населения.

Разрешенные виды природопользования:
- охраны дрофы и среды её обитания; охрана и воспроизводство животных и растений, занесенных в Красную книгу Российской Федерации и Волгоградской области;
- государственный контроль и надзор за соблюдением законодательства в области охраны и использования объектов животного мира и среды их обитания;
- регулярный учёт и долгосрочный мониторинг состояния дрофы и мест её обитания;
- научно-исследовательская деятельность.

### Международные соглашения
- Красный список МСОП-96
- Приложение 2 СИТЕС
- Приложение 2 Бернской конвенции
- Приложение соглашения, заключенного Россией с Индией об охране мигрирующих птиц.

## Юридический адрес ООПТ
Сельские администрации: Гмелинская, Харьковская, Верхневодянская, Кановская Старополтавского муниципального района.